# Маяк Кейп-д’Ор
Маяк Кейп-д’Ор (англ. Cape d'Or Lighthouse) — маяк, расположенный на мысе Кейп-д’Ор близ деревни Эдвокейт-Харбор на входе в залив Минас-Басин из залива Фанди, графство Камберленд, провинция Новая Шотландия, Канада. Построен в 1922 году. Автоматизирован в 1964 году.

## История
Название мысу, на котором стоит маяк, дал французский мореплаватель Самюэль де Шамплен в 1607 году, так как ему показалось, что в местных базальтовых скалах есть проблески золота (фр. cap d'or — золотой мыс). Мыс находится на входе в залив Минас-Басин, который служит естественной гаванью для нескольких прибрежных селений, из залива Фанди. В 1874 году на мысе был противотуманный сигнал. Осенью 1877 года был повреждён транспорт, доставляющий уголь к противотуманному сигналу. Чтобы доставлять уголь, к мысу была построена дорога. В 1922 году впервые на мысе был установлен маяк. Но это был не новый маяк, на мыс доставили маяк из города Итонвилль, где он был возведён в 1908 году. Маяк представлял собой белую квадратную деревянную башню высотой 7 метров. В 1965 году был построен новый маяк. Он представляет собой квадратное одноэтажное белое бетонное здание, на углу которого возвышается бетонная башня высотой 9 метров. В 1989 году маяк был автоматизирован.